# Мусор в России
Мусор в России — одна из острейших экологических и социальных проблем. Ко второй половине 2010-х в Российской Федерации в результате хозяйственной деятельности было накоплено 30 млрд тонн отходов. По итогам инвентаризации территорий выявлено 340 объектов накопленного вреда окружающей среде, являющихся источником потенциальной угрозы жизни и здоровью 17 млн человек. На территории страны расположено около 15 тысяч только санкционированных объектов размещения отходов, занимающих площадь примерно 4 млн гектаров. Ежегодно из сельхозоборота под складирование отходов выводится 300—400 тыс. гектаров.
По данным Минприроды, ежегодно в России образуется около 70 млн тонн твёрдых коммунальных отходов, каждый год — на 3 % больше. Перерабатывается всего 5-7 % мусора, остальное захоранивается. Национальный проект «Экология» предусматривает, что к 2024 году должно перерабатываться 36 % отходов, для этой цели должна быть выстроена система раздельного сбора в масштабах страны и построены заводы по переработке общей мощностью 37 млн тонн.
С 2017 года в России стартовала реформа обращения с отходами производства и потребления («мусорная реформа»), которая должна снять остроту мусорного кризиса, сложившегося в России в конце 2010-х.

## Путь мусора

### Производство

#### Твёрдые коммунальные отходы
По данным Минприроды на 2019 год, ежегодно в России образуется около 70 млн тонн смешанных твёрдых коммунальных отходов IV и V класса опасности. Каждый год «выработка» растёт на 3 %, а за двадцать лет производство ТКО выросло вдвое. Росприроднадзор связывает рост количества мусора с активным использованием упаковочных материалов: полиэтилена, пластика, бумаги. На среднестатистического россиянина приходится в год около двух кубометров мусора или примерно 400 кг. Тем не менее в своём отчёте, выпущенном в 2018 году, Счётная палата обращала внимание, что у Минприроды «отсутствует достоверная информация» об объёме образующегося мусора: большая часть твердых отходов не попадает в сферу госрегулирования.
В 2017 году «Коммерсантъ» на примере московского бытового мусора приводил статистику по составу ТКО: пищевые отходы — 22 %, бумага и картон — 17 %, стекло — 16 %, пластик — 13 %, отсев (ветки, листья и т. п.) — 10 %, текстиль — 3 %, строительные отходы — 3 %, чёрный и цветной металлолом — 2 %, кожа и резина — 1 %, прочее — 13 %. До 700 тысяч тонн органического мусора, по данным Ассоциации компаний розничной торговли, являются «просрочкой» из магазинов, которую из-за налогового режима ретейлерам дешевле уничтожать, чем раздавать.

#### Опасные отходы
В России накоплено более 30 млрд тонн промышленных отходов, из которых перерабатывается менее 40 %. По данным Росприроднадзора за 2018 год, общее производство отходов I (чрезвычайно опасные) и II (высокоопасные) классов опасности составляет 278,1 тысяч тонн: 21,9 тысяч тонн — I класса, 256,2 тысячи тонн — II класса. Другие оценки дают цифру до 350 тысяч тонн ежегодно. К этому типу отходов относятся фтороводород, соли свинца, таллий, диэтилртуть, циановодород — эти вещества могут содержаться в ртутных люминесцентных лампах и термометрах, трансформаторах, конденсаторах, аккумуляторах, автопокрышках, маслах, а также многих других материалах и оборудовании. Точно оценить масштаб, а также вид и состав отходов затруднительно — рынок опасных отходов на 75 % находится в тени.
Росприроднадзор отчитывался, что в 2018 году 53 % отходов I и II классов опасности было утилизировано, 26 % — обезврежено, 7 % — размещено на полигонах, а 14 % хранилось на временных площадках накопления. В отчётности ведомства нет данных о «глубине» утилизации отходов. Одновременно глава комитета Госдумы по экологии и охране окружающей среды Владимир Бурматов приводил другие цифры: по его данным, обезвреживается, утилизируется и перерабатывается всего 2-3 % опасных отходов. Кроме того, государственная статистика учитывает только те опасные отходы, о которых самостоятельно заявили предприятия; опасный мусор от физических лиц никак не учитывается. По разным оценкам, от 6 % до 30 % коммунальных отходов содержат опасные отходы.
Специальных полигонов для опасных отходов в России всего два — в Красноярском крае и Томской области. При этом отмечается, что в России нет дефицита мощностей для утилизации опасных отходов, однако из-за слабого надзора и дороговизны утилизации компании предпочитают искажать данные по производству и утилизации опасных отходов. А сами отходы в конце концов оказываются на полигонах для ТКО и несанкционированных свалках.
В августе 2019 года президент Владимир Путин подписал закон, присваивающий «Росатому» статус федерального оператора по обращению с отходами I и II классов опасности. Он предусматривает создание единой государственной системы учёта и контроля за обращением с опасными отходами, а также федеральную территориальную схему. Эти документы будут содержать сведения об образовании токсичных отходов, лицензированных предприятиях по обращению с ними, а также объектах по обработке, утилизации, обезвреживанию и размещению токсичного мусора. Для работы с опасными отходами нацпроект «Экология» предусматривает создание инфраструктуры стоимостью 36 млрд рублей, в том числе 7 предприятий в Удмуртии, Кировской, Курганской и Саратовской областях. В частности, обсуждается перепрофилирование под новые задачи мощностей по уничтожению химоружия.

### Разделение
В середине 2010-х годов в ряде городов России стали устанавливаться пункты по централизованному раздельному сбору мусора у населения. Исследование Greenpeace показало, что в 2018 году раздельный сбор был доступен только в 101 городе из 160 с населением от 100 тыс. человек (всего в РФ около 1,1 тыс. городов), то есть из 73,7 млн жителей крупных городов доступ к инфраструктуре раздельного сбора имели только 10,7 млн человек (14,5 %). Лидерами рейтинга стали подмосковные Мытищи (доступ к придомовому сбору имеют 93 % горожан), Альметьевск (86 %), Волжский (84 %), Октябрьский (81 %) и Саранск (80 %). Москва занимает 52-е место, так как только 11 % жителей столицы имеют доступ к инфраструктуре. Это уровень Сургута, Томска и Тюмени (15 %). Один из худших показателей у Санкт-Петербурга — 2,3 % (94-е место). Среди городов-миллионников наилучшая ситуация с раздельным сбором в Новосибирске — 57 %, а также в Екатеринбурге — 21 %. По данным картографической компании «2ГИС», систематизировавшей информацию о пунктах раздельного сбора мусора, на середину 2019 году по всей России было установлено 23 тысячи контейнеров для раздельного сбора мусора. Больше всего точек находилось в Москве (2 317), Уфе (1 796), Волгограде (1 128), Казани (1 092). Ещё в 28 тысячах точек можно сдать опасные отходы: ртутные термометры, люминесцентные лампы и батарейки. В столице таких пунктов было 3800, а в Санкт-Петербурге — 1 977. Москва перешла на раздельный сбор с 1 января 2020 года. На первом этапе проекта на всех площадках должны появиться дополнительные контейнеры для сбора вторичного сырья.
Из-за недостаточно развитой инфраструктуры и культуры сбора полезных фракций на свалки ежегодно отправляется 9 млн тонн макулатуры, 2 млн тонн пластика и 0,5 млн тонн стекла. Ежегодные потери экономики России из-за отсутствия раздельного сбора в 2016 году оценивалась в 232 млрд рублей. Согласно паспорту нацпроекта «Экология», доля коммунальных отходов, поступающих на обработку (сортировку), должна вырасти с 12 % в 2019 году до 60 % к 2024 году.
В середине 2019 года исследовательский холдинг «Ромир» фиксировал, что около 70 % россиян положительно относятся к идее раздельного сбора, 55 % опрошенных готовы сортировать свой мусор. При этом только 8 % опрошенных в той или иной степени занимаются раздельным сбором мусора.

### Переработка и утилизация
В середине 2019 года «Российский экологический оператор» приводил оценку, что в России есть только 15 предприятий, на которых извлекается более 20 % вторичных материальных ресурсов для переработки. Их доля в общем мусоре — около 3 %. В России работает мало перерабатывающих заводов, а уже существующие сталкиваются с проблемой недогрузки из-за отсутствия качественного вторсырья. Эксперты Высшей школы экономики отмечали, что работающие с бытовыми отходами компании в основном специализируются на перевозке или на переработке одного вида отходов (макулатуры или пластика). Согласно паспорту нацпроекта «Экология», доля коммунальных отходов, поступающих на переработку, должно вырасти с 7 % в 2019 году до 36 % в 2024. Также к этому сроку в России планируется ввести в эксплуатацию объекты по обработке мусора общей мощностью 37,1 млн тонн. На конец 2019 году, по данным Росприроднадзора, в России было 295 объектов обработки коммунальных отходов, 119 — утилизации.
Также слабо развито использование пищевых отходов. Их доля в ТКО доходит до 35 %, и они же являются основными загрязнителями вторсырья; однако практически отсутствует практика выделения органики из состава коммунальных отходов. Из-за органического загрязнения процент извлечения фракций составляет только 8-10 %, тогда как раздельно собранные отходы дают более 30 % полезной выборки. Участники «мусорного» рынка отмечают, что отправить на переработку можно не более 25 % от всего потока отходов — столько востребовано сырья. Ещё повысить долю можно за счёт сжигания, компостирования и переработки мусора в RDF-топливо.
В конце 2019 года Государственная дума приняла закон, приравнивающий энергетическую утилизацию отходов к переработке. Курс на сжигание «хвостов» — неперерабатываемых отходов — позволит выполнить цели нацпроекта, который предполагает резкий рост переработки отходов в стране, одновременно сократив потребность в полигонном захоронении. Основным игроком на новом рынке считается компания РТ-Инвест, планирующая построить 5 мусоросжигательных заводов в Подмосковье и Татарстане. В мае 2020 года консорциум из трёх государственных корпораций — «Ростеха», «Росатома» и ВЭБ.РФ — договорился о строительстве в регионах России не менее 25 новых мусоросжигающих электростанций, которые планируется разместить в агломерациях с населением не менее 500 тыс. человек и крупнейших туристических центрах. Мощность новых станций составит 1,5 ГВт. Вместе с уже строящимися пятью заводами новые МТЭС смогут перерабатывать около 18 млн т, или 15–20% от общего объёма отходов в стране.

### Захоронение на полигонах
На май 2019 года для захоронения ТКО было предусмотрено 1099 лицензированных полигонов. Ещё более 8300 свалок к 2018 году выработали свой ресурс и ожидали рекультивации. К 2024 году правительство рассчитывает рекультивировать хотя бы 191 нелегальную свалку, преимущественно в черте городов. Кроме того, у Минприроды существует государственный перечень объектов накопленного экологического вреда окружающей среде, в который на 2019 год включены 155 объектов. Как минимум на 44 из них размещены вещества I и II классов опасности. Примером такого полигона является «Красный бор».
Большинство даже легальных мусорных полигонов не соответствуют нормам безопасности и являются источником загрязнения почв, подземных вод и атмосферного воздуха. Тление и пожары на полигонах приводят к выбросам в атмосферу диоксинов, токсичных соединений и тяжёлых металлов. Свалочный газ ответственен за приблизительно 5 % всех выбросов парниковых газов России.
В 2019 году Минприроды разрешило до 2023 года размещать отходы на полигонах без документов, в том же году Минприроды с Росприроднадзором в качестве крайней меры собирались легализовать несколько тысяч старых свалок.
Значительный объём мусора оказывается на нелегальных и стихийных свалках. По оценке Greenpeace, ежегодный прирост площади стихийных свалок составляет 0,4 млн гектаров. В каждом регионе счёт только выявленных стихийных свалок идёт на сотни: в 2017 году в Волгоградской области было найдено 650 свалок, за неполный 2019 год в Ленинградской области — более 820.

## Мусорный кризис
В конце 2010-х годов в России сложился системный экологический кризис в сфере обращения с твёрдыми коммунальными отходами. В 2017 году тема обращения с ТКО крайне обострилась. Так, в 2017—2018 годах только в Подмосковье в акциях протеста, связанных с утилизацией отходов, приняли участие около 36 тысяч человек. В 2018 году социальная напряжённость продолжала нарастать, значительно увеличилось количество жалоб и социальных протестов, вызванных нарушением прав граждан на охрану здоровья. В начале 2019 года в 30 регионах России прошли масштабные «мусорные» протесты.
Несмотря на то, что в России «мусорную» реформу активно стали развивать с 2015 года, её промежуточные результаты в 2019 году свидетельствовали о системном кризисе. В обществе сложилась атмосфера недоверия к любым проектам, направленным на решение проблемы обращения с ТКО; отсутствие взаимодействия со стороны властей, невозможность высказаться, недоверие к информации являлись основными причинами недовольства. Реакцией на угрозы экологической безопасности стали десятки протестных выступлений с тысячами участников и перекрытием дорог. 16 % населения относят мусорные свалки к числу наиболее острых экологических проблем.

## «Мусорная» реформа
В 1998 году в России был принят федеральный закон № 89 «Об отходах производства и потребления». Закон выводил из теневого сектора систему обращения с мусором, устанавливал правила контрольно-надзорной деятельности, соответствия санитарным нормам и природоохранному законодательству. Однако не предусматривал никаких экономических показателей и стимулов для сокращения образования отходов, введения системы раздельного сбора и создания мусороперерабатывающих производств. Предполагалось, что отходы будут свозиться на мусорные полигоны.
В 2014 году были приняты поправки в федеральный закон № 89. Закон впервые обозначил иерархию управления отходами: 1) максимальное использование исходных сырья и материалов; 2) предотвращение образования отходов; 3) сокращение образования и снижение класса опасности отходов в источнике их образования; 4) обработка отходов; 5) утилизация отходов; 6) обезвреживание отходов. В новой версии закон предусматривал введение системы расширенной ответственности производителя и экологического сбора, средства от которого должны пойти на утилизацию мусора.
С 2017 года в России стартовала реформа обращения с отходами производства и потребления («мусорная реформа»), основой которого стал переработанный федеральный закон № 89. Реформа вводит поэтапный запрет на захоронение некоторых видов отходов на полигонах: с 2018 года запрещено захоронение чёрных и цветных металлов и отходов, содержащих ртуть; с 2019 года — картона и бумажной упаковки, покрышек, полиэтилена, стекла и стеклянной тары; с 2021 года будет запрещено захоронение компьютерной и оргтехники, бытовых приборов и аккумуляторов. К середине 2020-х годов планируется наладить во всей стране систему разделения мусора и переработки вторичного сырья. При этом предполагается стимулировать население к разделению через снижение тарифов на вывоз мусора для разделяющих его, а позднее ввести систему штрафов за нарушение разделения.
Помимо этого, закон устанавливал, что в каждом регионе регионе на конкурсной основе будет выбран региональный оператор по обращению с отходами и будут разработаны территориальные схемы, на которых окажутся все объекты по сортировке, переработке и утилизации мусора. На разработку терсхем законом было отведено всего полгода — сжатые сроки не позволили создать продуманную схему по обращению с отходами и привлечь достаточное количество специалистов в этой области
На реформу обращения с коммунальными отходами в рамках нацпроекта «Экология» должно пойти почти 300 млрд рублей. Планируется, что 108 млрд поступят из федерального бюджета, 6 млрд — из региональных бюджетов, ещё 182 млрд привлекут из внебюджетных источников. В конце 2019 года нацпроект подвергся сокращению в трёхлетнем проекте госбюджета. В первую очередь правительство намерено сэкономить на реформе обращения с отходами, а именно на инвестициях в строительство перерабатывающих мощностей: финансирование будет сокращено на 20 % в 2020 году (до 10 млрд рублей), на 26 % в 2021 г году (до 12 млрд) и на 4 % в 2022 году (до 17 млрд). Сокращение расходов связано со снижением прогноза поступлений от экологического сбора. Ожидается, что из-за снижения финансирования в каких-то регионах вообще не будут созданы мусоросортировочные и мусороперерабатывающие заводы и сократить захоронение отходов в этих городах в краткосрочной перспективе не удастся. «Коммерсантъ» в конце 2019 года отмечал, что в первый год работы новая схема вывоза мусора показала малую эффективность. Недовольны оказались как граждане, так и компании-участники рынка, а регионы жаловались на отсутствие консультативной и финансовой помощи от федерального центра и профильных ведомств.

### Ключевые понятия реформы
Российский экологический оператор
В январе 2019 года президент России Владимир Путин подписал указ о создании публично-правовой компании «Российский экологический оператор» (РЭО). РЭО должен стать ключевым игроком реформы мусорной отрасли и обеспечить реализацию норм законодательства в области обращения с ТКО. Планируется, что РЭО будет координировать работу региональных операторов, обеспечит заключение межрегиональных соглашений, будет оценивать ход реформы и давать рекомендации регионам по необходимой инфраструктуре, а также помогать привлекать инвестиции в строительство мусороперерабатывающих заводов.
Региональные операторы
С 1 января 2019 года большинство российских регионов перешли на новую систему, при которой за сбор, транспортировку, обработку, утилизацию, обезвреживание и захоронение мусора отвечают региональные операторы, выбранные на конкурсах. Всего было выбрано 189 региональных операторов, с которыми были заключены долгосрочные контракты (как правило, на 10 лет). Крупнейшими операторами по числу обслуживаемого населения на середину 2019 года были «РТ-Инвест» и «РТ-НЭО Иркутск» (5 %), «Управление отходами» (4 %), «Чистый город» (3,7 %), «Завод по механизированной переработке бытовых отходов» (3,6 %), «Мехуборка» (2,6 %), «Хартия» (2,5 %), Мусороуборочная компания (0,8 %).
К концу 2019 года стало ясно, что новый механизм буксует. В ряде регионов жители жаловались, что при общем росте тарифов мусор стали вывозить реже и появилось больше несанкционированных свалок. В Минприроды также признавали, что в 16 регионах мусор вывозится некачественно (среди них Алтайский и Красноярский края, Бурятия, Дагестан, Ингушетия, Северная Осетия, Вологодская, Курская, Магаданская, Новгородская, Новосибирская, Томская и Челябинская области). В свою очередь, многие региональные операторы испытывают сложности из-за массовых неплатежей физических и юридических лиц: доля неплатежей со стороны населения — от 20 до 35 %, со стороны юридических лиц — 65-70 %. По данным Национальной ассоциации концессионеров и долгосрочных инвесторов в инфраструктуру (НАКДИ), в первом полугодии 2019 года собираемость платежей колебалась от 20 до 90 %, в среднем — менее 60 % в месяц. У 90 % компаний образовался кассовый разрыв более 50 млн рублей.
Территориальные схемы
Территориальные схемы регулируют все операции с мусором в регионе. Документ учитывает все имеющиеся в субъекте мусорные мощности, потоки отходов, а также планируемую к размещению в будущем инфраструктуру. Перейти на новый режим работы регионы должны были с начала 2019 года (кроме получивших отсрочку Москвы, Санкт-Петербурга и Севастополя). Кроме того, регионы должны были провести общественные обсуждения терсхем и по результату уточнить их до конца 2019 года. Но к началу 2020 года только в 55 субъектах региональные власти успели обсудили эти документы с гражданами, ещё 13 регионов обсуждали терсхемы, а в 17 эту процедуру даже не начинали. Среди «отстающих» были Дагестан, Бурятия, Калмыкия, Тува, Кабардино-Балкария и Карачаево-Черкесия, а также Амурская, Белгородская, Иркутская, Псковская и Тверская области.
Качество принятых территориальных схем и их рассогласованность на межрегиональном уровне были таковы, что Минприроды предложил усилить федеральный контроль за обращением с коммунальными отходами в регионах. Эта работа была поручена «Российскому экологическому оператору», который до 31 марта 2020 года должен разработать федеральную схему обращения с ТКО. Благодаря этому информация о любых перемещениях мусора из одного региона России в другой впервые станет официальной и публичной. Региональным операторам и мусоровывозящим компаниям предписано соблюдать закреплённые «потоки движения» отходов. Кроме того, РЭО может добиваться пересмотра одобренных в регионах схем сбора и вывоза мусора.
Расширенная ответственность производителя
В 2015 году в России была внедрена система расширенной ответственности производителя (РОП). Предполагалось, что РОП будет стимулировать производителей и импортёров товаров к созданию систем переработки и утилизации за свой счёт, обеспечив норматив утилизации таких товаров после утраты потребительских свойств, в ином случае они будут вынуждены уплачивать экологический сбор. На начало 2020 года норматив утилизации составляет от 5 % до 35 % продукции. В 2019 году представили отчётность о выполнении нормативов утилизации лишь 15 тысяч компаний из 250 тысяч производителей и импортёров.
Разочаровавшись в действующей системе РОП, в августе 2019 года Минприроды анонсировало реформу. Проект предлагает резко повысить нормативы самостоятельной утилизации и увеличить собираемость экосбора с 2,2 млрд в 2018 год до 136 млрд руб. ежегодно после реформы. Проект реформы предполагает, что экологический сбор продолжит администрировать ФНС, а распоряжаться собранными средствами будет госкомпания «Российский экологический оператор» через специально созданный фонд. Также проект Минприроды предусматривает льготы по НДС для заготовителей вторичных ресурсов и дополнительной льготы НДФЛ для граждан, получивших доход от сдачи вторсырья. Также должны быть созданы публичные реестры производителей и импортёров, заготовителей и утилизаторов, а также мусоросортировочных станций. Концепция предполагает увеличение штрафов компаний, избегающих утилизации отходов. В изначальной версии Минприроды предложило поднять для производителей и импортёров тары, бумаги, шин, одежды, электроники и других товаров порог самостоятельной утилизации до 100 %. В уточнённом проекте Минприроды, который рассчитывали принять весной 2020 года, а после перенесли на осень, планировалось внедрить с 2021 года 100%-утилизацию только для производителей и импортёров всех видов упаковки, масел и элементов питания.